# Gar'
La Gar' (in russo Гарь?; fino al 1972 si chiamava Mamyn, Мамын) è un fiume dell'Estremo oriente russo, affluente di destra dell'Orlovka (bacino idrografico dell'Amur). Scorre nell'oblast' dell'Amur.
È formato dalla confluenza dei fiumi Pervaja Gar' (Первая Гарь, Prima Gar') e Tret'ja Gar' (Третья Гарь, Terza Gar') a un'altitudine di 295 m. Il bacino del fiume si trova sull'altopiano dell'Amur e della Zeja. Attraversa la zona umida della taiga con molti laghi. La corrente è lenta, il canale è tortuoso. Il fiume scorre dapprima in direzione meridionale, poi sud-orientale sino a sfociare nell'Orlovka a 102 km dalla foce. Il fiume è lungo 208 km e il suo bacino misura 3 870 km².
Il villaggio di Oktjabr'skij, nel distretto Zejskij, è l'unico insediamento nel bacino del fiume.